# Baja de Hongrie
La Baja de Hongrie (ou Hungarian Baja) est une course de rallye-raid (cross-country) organisée par définition sur trois journées par la FIA dans la région de Veszprém (Tihany), et comptabilisée pour la Coupe du monde des rallyes tout-terrain.

## Histoire
Cette épreuve internationale est créée le 29 octobre 2004. La première édition est déjà candidate à la FIA Baja Cup, avec six équipages étrangers alors présents.
Les motos, quads et camions sont inclus dans la compétition en 2005.
Elle a généralement lieu durant la deuxième quinzaine du mois d'août, à cheval sur un week-end.

## Palmarès
Deux premiers vainqueurs:
- 2004:  István Baba Gál ;
- 2005:   Maris Saukans (sur OSCar) ;

...derniers vainqueurs (autos):
- 2010:  Boris Gadasin ;
- 2011:  Leonid Novitskiy ;
- 2012:  Boris Gadasin ;
- 2013:  Nani Roma (et  Michel Périn, sur Mini All4 du Racing X-Raid Team) ;
- 2014:  Nasser Al-Attiyah (et  Matthieu Baumel, sur Toyota Hilux) ;
- 2015:  Nasser Al-Attiyah (et  Matthieu Baumel, sur Mini All4 du Racing X-Raid Team).